# تلوين أزرق صامد للوكسول

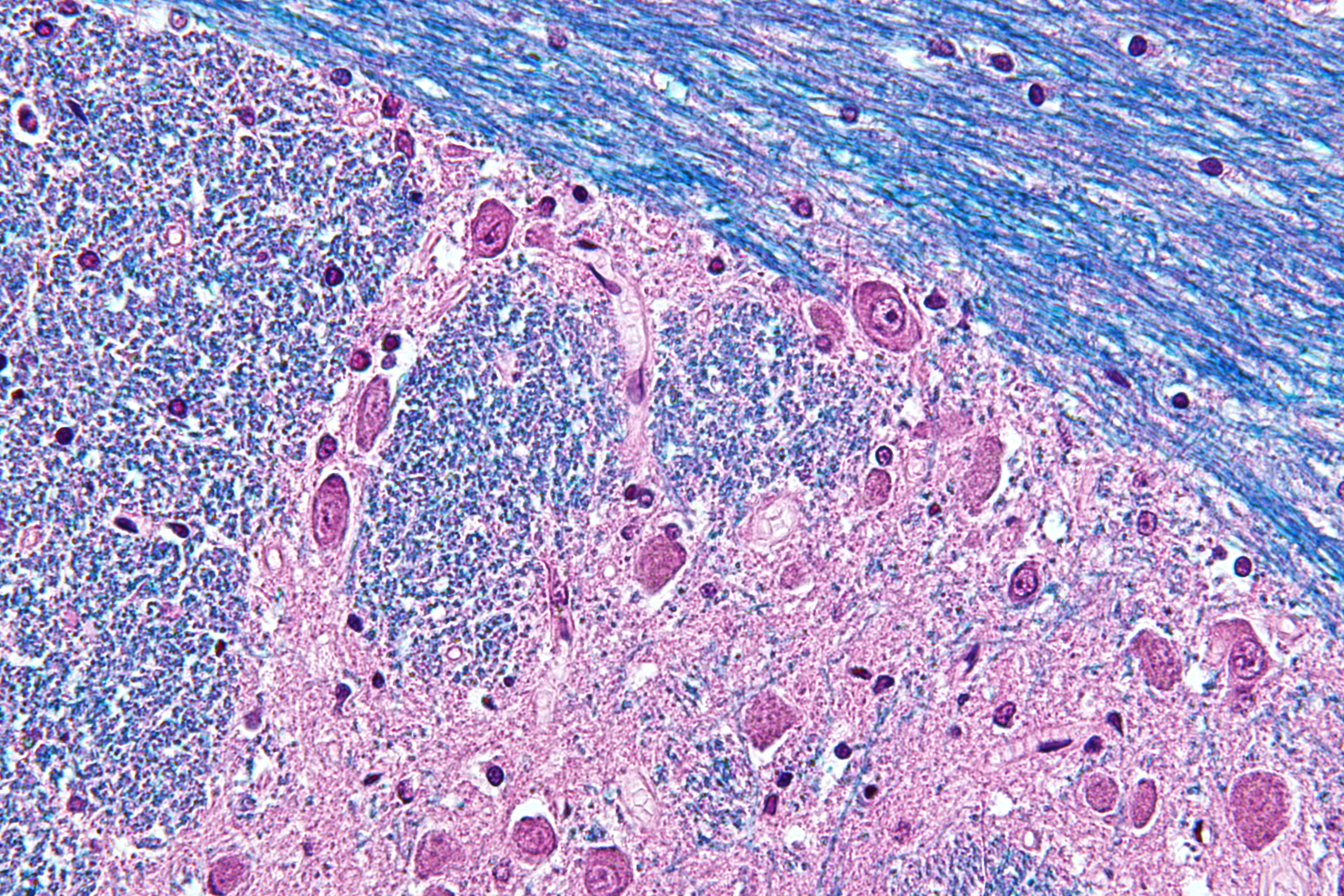
صورة مجهرية للجسر باستخدام صبغة الهيماتوكسيلين والأيوزين وتلوين أزرق صامد للوكسول

تلوين أزرق صامد للّوكسول (بالإنجليزية: Luxol fast blue staining)‏ هو تلوين عادة ما يستعمل لملاحظة الميالين تحت المجهر الضوئي، ابتكرها عالم النفس الألماني هينريخ كلوفر والعالم بيريرا عام 1953. يُستخدم هذا التلوين للكشف عن زوال الميالين في الجهاز العصبي المركزي، ولكنه لا يمكّن من استكشاف زوال الميالين في الجهاز العصبي المحيطي.